# Sabanejewia larvata
Sabanejewia larvata är en fiskart som först beskrevs av Filippo de Filippi, 1859.  Sabanejewia larvata ingår i släktet Sabanejewia och familjen nissögefiskar. IUCN kategoriserar arten globalt som livskraftig. Inga underarter finns listade i Catalogue of Life.